# Elecciones regionales de Tacna de 2022
Las elecciones regionales de Tacna de 2022 se llevaron a cabo el 2 de octubre de 2022 para elegir al gobernador regional, al vicegobernador regional y al Consejo Regional para el periodo 2023-2026. La elección se celebró simultáneamente con elecciones regionales y municipales (provinciales y distritales) en todo el Perú.

## Sistema electoral
El Gobierno Regional de Tacna es el órgano administrativo y de gobierno del departamento de Tacna. Está compuesto por el gobernador regional, el vicegobernador regional y el Consejo Regional.
La votación se realiza en base al sufragio universal, que comprende a todos los ciudadanos nacionales mayores de dieciocho años, empadronados y residentes en el departamento de Tacna y en pleno goce de sus derechos políticos.
El gobernador y vicegobernador regional son elegidos por sufragio directo. Para que un candidato sea proclamado ganador debe obtener no menos de 30 % de votos válidos. En caso ningún candidato logre ese porcentaje en la primera vuelta electoral, los dos candidatos más votados participan en una segunda vuelta o balotaje. No hay reelección inmediata de gobernadores regionales.
El Consejo Regional de Tacna está compuesto por 10 consejeros elegidos por sufragio directo para un período de cuatro (4) años. La votación es por lista cerrada y bloqueada. Cada provincia del departamento de Tacna constituye una circunscripción electoral. La votación es por lista cerrada y bloqueada. Se asigna a la lista ganadora los escaños según el método d'Hondt. La distribución y el número de consejeros regionales es la siguiente:
| Circunscripción                       | Escaños | Mapa |
| ------------------------------------- | ------- | ---- |
| Tacna                                 | 4       |      |
| Candarave(+1), Tarata y Jorge Basadre | 2       |      |

## Composición del Consejo Regional de Tacna
La siguiente tabla muestra la composición del Consejo Regional de Tacna antes de las elecciones.
| Partidos | Partidos                                       | Consejeros |
| -------- | ---------------------------------------------- | ---------- |
|          | Movimiento Independiente Regional Fuerza Tacna | 3          |
|          | Banderas Tacneñistas                           | 2          |
|          | Frente Esperanza por Tacna                     | 2          |
|          | Acción por la Unidad Tacna                     | 1          |
|          | Alianza para el Progreso                       | 1          |

## Elecciones internas
Los partidos políticos realizaron la convocatoria a elecciones internas (15–22 de enero de 2022) para definir a los candidatos de sus organizaciones en listas cerradas y bloqueadas. Se sometieron a elección las candidaturas a:
- Gobernador y vicegobernador regional de Tacna (2 candidaturas).
- Consejo Regional de Tacna (10 candidaturas).

Existen dos modalidades para la organización de las elecciones internas:
- Modalidad de elección directa: con voto universal, libre, voluntario, igual, directo y secreto de los afiliados. Fue la modalidad utilizada por Frente Esperanza por Tacna,[5] Somos Perú,[6] Alianza para el Progreso,[7] Igualdad Nacional Cristiana Autónoma - INCA[5] y Siempre Tacna.[5] Las elecciones se realizaron el 15 de mayo de 2022.
- Modalidad de delegados: a través de delegados previamente elegidos mediante voto universal, libre, voluntario, igual, directo y secreto de los afiliados. Fue la modalidad utilizada por Movimiento Independiente Regional Fuerza Tacna,[5] Banderas Tacneñistas,[5] Podemos Perú,[8] Avanza País,[9] Fuerza Popular,[10] Nueva Esperanza,[5] Perú Libre,[11] Renovación Popular[12] y Frente de la Esperanza.[13] Las elecciones se realizaron el 22 de mayo de 2022.

## Partidos y candidatos
A continuación se muestra una lista de los principales partidos y alianzas electorales que participan en las elecciones:
| Candidatura | Candidatura | Partidos y alianzas                                         | Candidatos | Candidatos                | Ideología                                                           | Resultado previo | Resultado previo | Ref.   |
| Candidatura | Candidatura | Partidos y alianzas                                         | Candidatos | Candidatos                | Ideología                                                           | Votos (%)        | Cons.            | Ref.   |
| ----------- | ----------- | ----------------------------------------------------------- | ---------- | ------------------------- | ------------------------------------------------------------------- | ---------------- | ---------------- | ------ |
|             | FT          | Lista - Movimiento Independiente Regional Fuerza Tacna (FT) |            | Luis Torres Robledo       | Regionalismo tacneño                                                | 10.42%           | 3                | [ 14 ] |
|             | BT          | Lista - Banderas Tacneñistas (BT)                           |            | Fernando Martorell Sobero | Regionalismo tacneño                                                | 14.78%           | 2                | [ 14 ] |
|             | FET         | Lista - Frente Esperanza por Tacna (FET)                    |            | Marco Limachi Alanoca     | Regionalismo tacneño                                                | 11.03%           | 2                | [ 14 ] |
|             | PP          | Lista - Podemos Perú (PP)                                   |            | Milca Vásquez Mamani      | Conservadurismo social Populismo Nacionalismo                       | 2.49%            | 0                | [ 15 ] |
|             | APP         | Lista - Alianza para el Progreso (APP)                      |            | Ruth Quispe Apaza         | Liberalismo económico Conservadurismo liberal Populismo de derecha  | —                | 1                | [ 15 ] |
|             | SP          | Lista - Somos Perú (SP)                                     |            | Norma Anchapuri Aduviri   | Democracia cristiana Conservadurismo social                         | Nuevo            | Nuevo            | [ 15 ] |
|             | PL          | Lista - Perú Libre (PL)                                     |            | Henry Gonzales Mamani     | Socialismo del siglo XXI Marxismo-leninismo Mariateguismo           | Nuevo            | Nuevo            | [ 15 ] |
|             | RP          | Lista - Renovación Popular (RP)                             |            | Carmen Rivera Gutiérrez   | Ultraconservadurismo Fundamentalismo cristiano Populismo de derecha | Nuevo            | Nuevo            | [ 15 ] |
|             | FE          | Lista - Frente de la Esperanza (FE)                         |            | Sonia Huaylla Marcos      | Reformismo                                                          | Nuevo            | Nuevo            | [ 15 ] |
|             | INCA        | Lista - Igualdad Nacional Cristiana Autónoma - INCA (INCA)  |            | Willy Marca Layme         | Regionalismo tacneño Neonazismo Antichilenismo                      | Nuevo            | Nuevo            |        |
|             | ST          | Lista - Siempre Tacna (ST)                                  |            | Mario Ruiz Rubio          | Regionalismo tacneño                                                | Nuevo            | Nuevo            | [ 14 ] |
|             | NE          | Lista - Nueva Esperanza (NE)                                |            | Dayan Jiménez Salas       | Regionalismo tacneño                                                | Nuevo            | Nuevo            | [ 15 ] |

## Sondeos de opinión
La siguiente tabla enumera las estimaciones de la intención de voto en orden cronológico inverso, mostrando las más recientes primero y utilizando las fechas en las que se realizó el trabajo de campo de la encuesta. Cuando se desconocen las fechas del trabajo de campo, se proporciona la fecha de publicación.
Leyenda:
     Sondeo realizado en el periodo de prohibición legal de la difusión de sondeos de intención de voto.

### Intención de voto
La siguiente tabla enumera las estimaciones ponderadas (sin incluir votos en blanco y nulos) de la intención de voto.
|                               |                   |       |      |      |      |      |      |     |     |      |  |  |  |  |  |
| Elecciones regionales de 2022 | 2 oct 2022        | —     | 30.6 | 20.8 | 15.9 | 13.8 | 8.8  | 2.5 | 1.5 | 9.8  |  |  |  |  |  |
|                               |                   |       |      |      |      |      |      |     |     |      |  |  |  |  |  |
| Ipsos Perú/América            | 2 oct 2022        | ?     | 30.3 | 20.9 | 14.9 | 14.8 | –    | –   | –   | 9.4  |  |  |  |  |  |
| Ipsos Perú/América            | 2 oct 2022        | ?     | 29.7 | 21.9 | –    | 14.7 | 13.1 | –   | –   | 7.8  |  |  |  |  |  |
| Cadena Radial Sur Peruana     | 2 oct 2022        | 20000 | 30.4 | 21.5 | 16.9 | –    | –    | –   | –   | 8.9  |  |  |  |  |  |
| Astros Asesores y Consultores | 2 oct 2022        | ?     | 32.2 | 20.9 | 15.8 | 15.2 | 9.6  | 1.5 | 1.2 | 11.3 |  |  |  |  |  |
| Abba Consultores              | 22–24 sep 2022    | 4126  | 22.1 | 20.7 | 12.6 | 11.8 | 21.4 | –   | –   | 0.7  |  |  |  |  |  |
| Ingeser M&E                   | 22–24 sep 2022    | ?     | 18.0 | 23.0 | –    | 15.0 | 26.0 | –   | –   | 3.0  |  |  |  |  |  |
| Grupo Ricuy                   | 21–22 sep 2022    | 1528  | 14.8 | 20.4 | 13.3 | 11.8 | 20.2 | 5.7 | –   | 0.2  |  |  |  |  |  |
| Grupo Ricuy                   | 15 sep 2022       | 1528  | 14.9 | 20.8 | 12.9 | 12.2 | 20.5 | 5.7 | –   | 0.3  |  |  |  |  |  |
| Tacneña de Opinión Pública    | 3–8 sep 2022      | 1516  | 26.6 | 19.5 | 7.6  | 13.6 | 14.0 | –   | –   | 7.1  |  |  |  |  |  |
| Ingeser M&E                   | 11–12 sep 2022    | ?     | 16.0 | 21.0 | –    | 14.0 | 23.0 | –   | –   | 2.0  |  |  |  |  |  |
| Grupo Ricuy                   | 6–7 sep 2022      | 1528  | 16.3 | 20.5 | 12.5 | 13.1 | 19.7 | 4.8 | –   | 0.8  |  |  |  |  |  |
| Grupo Ricuy                   | 30 ago–1 sep 2022 | 1528  | 16.0 | 20.8 | 14.2 | 14.5 | 17.4 | 5.7 | –   | 3.4  |  |  |  |  |  |
| Astros Asesores y Consultores | 26–31 ago 2022    | 1550  | 25.9 | 17.4 | 12.4 | 16.7 | 5.4  | –   | –   | 8.5  |  |  |  |  |  |
| BigData Consultores           | 14–18 ago 2022    | 1320  | 19.1 | 25.5 | 11.4 | 12.6 | 21.3 | –   | 2.2 | 4.2  |  |  |  |  |  |
| Astros Asesores y Consultores | 8–13 ago 2022     | 1675  | 25.2 | 19.2 | 12.7 | 10.3 | 5.2  | 2.2 | –   | 6.0  |  |  |  |  |  |
| Decisión Pública              | 22–27 jul 2022    | 1750  | 40.5 | 26.2 | 7.6  | 7.9  | 5.9  | 3.1 | –   | 14.3 |  |  |  |  |  |
| Grupo Ricuy                   | 25–26 may 2022    | 1063  | 16.9 | 14.5 | 11.6 | 14.3 | 16.1 | 4.1 | 2.5 | 0.8  |  |  |  |  |  |
| IMOP                          | 22–28 abr 2022    | 1350  | 16.1 | 16.5 | 9.0  | 12.7 | 10.3 | 2.3 | 2.1 | 0.4  |  |  |  |  |  |
| Decisión Pública              | 25–31 mar 2022    | 1690  | 27.5 | 21.4 | 8.4  | 13.9 | 13.5 | 6.5 | –   | 6.1  |  |  |  |  |  |
| BigData Consultores           | 17–20 mar 2022    | 1100  | 23.1 | 25.4 | 6.0  | 12.4 | 21.7 | –   | –   | 2.3  |  |  |  |  |  |
| Grupo Ricuy                   | 18–19 feb 2022    | 782   | 14.2 | 12.9 | 6.3  | 13.9 | 13.6 | –   | –   | 0.3  |  |  |  |  |  |

### Preferencias de voto
La siguiente tabla enumera las preferencias de voto en bruto (incluyendo blancos, viciados y sin respuesta) y no ponderadas.
|                               |                   |      |      |      |      |      |      |     |     |      |      |      |  |  |  |
| Elecciones regionales de 2022 | 2 oct 2022        | —    | 26.1 | 17.7 | 13.6 | 11.8 | 7.5  | 2.2 | 1.3 | 14.8 | –    | 8.4  |  |  |  |
|                               |                   |      |      |      |      |      |      |     |     |      |      |      |  |  |  |
| Abba Consultores              | 22–24 sep 2022    | 4126 | 15.2 | 14.2 | 8.7  | 8.2  | 14.8 | –   | –   | 10.0 | 21.1 | 0.4  |  |  |  |
| Grupo Ricuy                   | 21–22 sep 2022    | 1528 | 14.2 | 19.7 | 12.7 | 11.3 | 19.5 | 5.5 | –   | –    | 4.2  | 0.2  |  |  |  |
| Grupo Ricuy                   | 15 sep 2022       | 1528 | 13.1 | 18.2 | 11.3 | 10.7 | 18.0 | 5.0 | –   | –    | 12.3 | 0.2  |  |  |  |
| Tacneña de Opinión Pública    | 3–8 sep 2022      | 1516 | 21.1 | 15.5 | 6.1  | 10.8 | 11.1 | –   | –   | –    | 20.7 | 5.6  |  |  |  |
| Grupo Ricuy                   | 6–7 sep 2022      | 1528 | 12.8 | 16.1 | 9.8  | 10.3 | 15.5 | 3.8 | 4.5 | –    | 21.4 | 0.6  |  |  |  |
| Quipu Bit                     | 1–2 sep 2022      | 782  | 12.1 | 14.5 | 6.5  | 6.7  | 13.3 | –   | –   | –    | –    | 1.2  |  |  |  |
| Grupo Ricuy                   | 30 ago–1 sep 2022 | 1528 | 9.8  | 12.8 | 8.7  | 8.9  | 10.7 | 3.5 | 3.9 | –    | 38.6 | 2.1  |  |  |  |
| Astros Asesores y Consultores | 26–31 ago 2022    | 1550 | 21.0 | 14.2 | 10.1 | 13.6 | 4.4  | –   | –   | –    | 18.8 | 6.8  |  |  |  |
| BigData Consultores           | 14–18 ago 2022    | 1320 | 13.0 | 17.4 | 7.8  | 8.5  | 14.5 | –   | 1.5 | –    | 32.0 | 2.9  |  |  |  |
| Astros Asesores y Consultores | 8–13 ago 2022     | 1675 | 20.1 | 15.3 | 10.1 | 8.3  | 4.2  | 2.3 | –   | –    | 20.2 | 4.8  |  |  |  |
| Decisión Pública              | 22–27 jul 2022    | 1750 | 31.5 | 20.4 | 5.9  | 6.2  | 4.6  | 2.4 | –   | –    | 22.3 | 11.1 |  |  |  |
| Quipu Bit                     | 22–23 jul 2022    | 782  | 11.5 | 11.1 | 6.0  | 6.1  | 11.3 | –   | –   | –    | –    | 0.2  |  |  |  |
| Quipu Bit                     | 22–23 jun 2022    | 782  | 10.8 | 7.5  | 5.8  | 6.5  | 10.5 | –   | –   | –    | –    | 0.3  |  |  |  |
| Grupo Ricuy                   | 25–26 may 2022    | 1063 | 8.7  | 7.5  | 6.0  | 7.4  | 8.3  | 2.1 | 1.3 | –    | 48.4 | 0.4  |  |  |  |
| Quipu Bit                     | 6–7 may 2022      | 782  | 8.2  | 7.2  | 5.5  | 7.3  | 7.9  | –   | –   | –    | –    | 0.3  |  |  |  |
| IMOP                          | 22–28 abr 2022    | 1350 | 9.1  | 9.3  | 5.1  | 7.2  | 5.8  | 1.3 | 1.2 | –    | 43.5 | 0.2  |  |  |  |
| Quipu Bit                     | 2–3 abr 2022      | 782  | 7.4  | 6.5  | 4.5  | 7.4  | 7.3  | –   | –   | –    | –    | —    |  |  |  |
| Decisión Pública              | 25–31 mar 2022    | 1690 | 18.1 | 14.1 | 8.9  | 9.2  | 4.3  | –   | –   | –    | 34.1 | 4.0  |  |  |  |
| BigData Consultores           | 17–20 mar 2022    | 1100 | 11.9 | 13.1 | 3.1  | 6.4  | 11.2 | –   | –   | –    | 48.5 | 1.2  |  |  |  |
| Quipu Bit                     | 23–24 feb 2022    | 782  | 7.5  | 6.8  | 4.2  | 7.3  | 7.1  | –   | –   | –    | –    | 0.2  |  |  |  |
| Grupo Ricuy                   | 18–19 feb 2022    | 782  | 4.3  | 3.9  | 1.9  | 4.2  | 4.1  | –   | –   | –    | 69.8 | 0.1  |  |  |  |
| Quipu Bit                     | 7–8 ene 2022      | 782  | 7.4  | 6.5  | 3.8  | 7.1  | 7.0  | –   | –   | –    | –    | 0.3  |  |  |  |
| Quipu Bit                     | 20 nov 2021       | 782  | 8.3  | 7.5  | –    | 7.4  | 7.1  | –   | –   | –    | –    | 0.8  |  |  |  |
| Grupo Ricuy                   | 22 oct 2021       | ?    | 4.0  | 3.8  | 1.7  | 3.3  | 3.1  | –   | –   | –    | 81.7 | 0.2  |  |  |  |

## Resultados

### Gobierno Regional de Tacna
|                      | Luis Torres Robledo       | Movimiento Independiente Regional Fuerza Tacna (FT) | 60,992  | 30.64 |  |  |  |
|                      | Mario Ruiz Rubio          | Siempre Tacna (ST)                                  | 41,463  | 20.83 |  |  |  |
|                      | Fernando Martorell Sobero | Banderas Tacneñistas (BT)                           | 31,677  | 15.91 |  |  |  |
|                      | Marco Limachi Alanoca     | Frente Esperanza por Tacna (FET)                    | 27,554  | 13.84 |  |  |  |
|                      | Dayan Jiménez Salas       | Nueva Esperanza (NE)                                | 17,612  | 8.85  |  |  |  |
|                      | Henry Gonzales Mamani     | Perú Libre (PL)                                     | 5,030   | 2.53  |  |  |  |
|                      | Milca Vásquez Mamani      | Podemos Perú (PP)                                   | 3,032   | 1.52  |  |  |  |
|                      | Sonia Huaylla Marcos      | Frente de la Esperanza (FE)                         | 2,922   | 1.47  |  |  |  |
|                      | Willy Marca Layme         | Igualdad Nacional Cristiana Autónoma - INCA (INCA)  | 2,688   | 1.35  |  |  |  |
|                      | Norma Anchapuri Aduviri   | Somos Perú (SP)                                     | 2,290   | 1.15  |  |  |  |
|                      | Carmen Rivera Gutiérrez   | Renovación Popular (RP)                             | 2,290   | 1.15  |  |  |  |
|                      | Ruth Quispe Apaza         | Alianza para el Progreso (APP)                      | 1,517   | 0.76  |  |  |  |
|                      |                           |                                                     |         |       |  |  |  |
| Total                | Total                     | Total                                               | 199,067 |       |  |  |  |
|                      |                           |                                                     |         |       |  |  |  |
| Votos válidos        | Votos válidos             | Votos válidos                                       | 199,067 | 85.21 |  |  |  |
| Votos en blanco      | Votos en blanco           | Votos en blanco                                     | 17,715  | 7.58  |  |  |  |
| Votos nulos          | Votos nulos               | Votos nulos                                         | 16,826  | 7.20  |  |  |  |
| Votos emitidos       | Votos emitidos            | Votos emitidos                                      | 233,608 | 81.31 |  |  |  |
| Abstenciones         | Abstenciones              | Abstenciones                                        | 53,712  | 18.69 |  |  |  |
| Votantes registrados | Votantes registrados      | Votantes registrados                                | 287,320 |       |  |  |  |
|                      |                           |                                                     |         |       |  |  |  |
| Fuente:              |                           |                                                     |         |       |  |  |  |

### Consejo Regional de Tacna

#### Sumario general
|                        |                                                     |              |              |              |         |         |  |
| Partidos y coaliciones | Partidos y coaliciones                              | Voto popular | Voto popular | Voto popular | Escaños | Escaños |  |
| Partidos y coaliciones | Partidos y coaliciones                              | Votos        | %            | ±pp          | Total   | +/−     |  |
|                        | Movimiento Independiente Regional Fuerza Tacna (FT) | 44,098       | 25.71        | +12.27       | 2       | –1      |  |
|                        | Siempre Tacna (ST)                                  | 32,568       | 18.99        | Nuevo        | 2       | +2      |  |
|                        | Frente Esperanza por Tacna (FET)                    | 29,721       | 17.33        | +7.44        | 4       | +2      |  |
|                        | Banderas Tacneñistas (BT)                           | 27,970       | 16.31        | +4.82        | 1       | –1      |  |
|                        | Avanza País (AvP)                                   | 10,067       | 5.87         | +3.42        | 1       | +1      |  |
|                        | Perú Libre (PL)                                     | 6,830        | 3.98         | Nuevo        | 0       | ±0      |  |
|                        | Igualdad Nacional Cristiana Autónoma - INCA (INCA)  | 4,212        | 2.46         | n/a          | 0       | ±0      |  |
|                        | Podemos Perú (PP)                                   | 4,186        | 2.44         | +0.51        | 0       | ±0      |  |
|                        | Somos Perú (SP)                                     | 3,747        | 2.18         | n/a          | 0       | ±0      |  |
|                        | Renovación Popular (RP)                             | 3,428        | 2.00         | Nuevo        | 0       | ±0      |  |
|                        | Frente de la Esperanza (FE)                         | 3,279        | 1.91         | Nuevo        | 0       | ±0      |  |
|                        | Alianza para el Progreso (APP)                      | 1,410        | 0.82         | –2.82        | 0       | –1      |  |
|                        |                                                     |              |              |              |         |         |  |
| Total                  | Total                                               | 171,516      |              |              | 10      | +1      |  |
|                        |                                                     |              |              |              |         |         |  |
| Votos válidos          | Votos válidos                                       | 171,516      | 73.42        | +6.89        |         |         |  |
| Votos en blanco        | Votos en blanco                                     | 44,552       | 19.07        | –1.48        |         |         |  |
| Votos nulos            | Votos nulos                                         | 17,540       | 7.51         | –5.41        |         |         |  |
| Votos emitidos         | Votos emitidos                                      | 233,608      | 81.31        | –2.45        |         |         |  |
| Abstenciones           | Abstenciones                                        | 53,712       | 18.69        | +2.45        |         |         |  |
| Votantes registrados   | Votantes registrados                                | 287,320      |              |              |         |         |  |
|                        |                                                     |              |              |              |         |         |  |
| Fuente:                |                                                     |              |              |              |         |         |  |

#### Resultados por provincia
| Provincia     | FT        | FT   | ST   | ST   | FET  | FET  | BT   | BT  | AvP  | AvP | PL  | PL  | INCA | INCA | PP  | PP  | SP   | SP  |   |
| Provincia     | %         | E    | %    | E    | %    | E    | %    | E   | %    | E   | %   | E   | %    | E    | %   | E   | %    | E   |   |
| ------------- | --------- | ---- | ---- | ---- | ---- | ---- | ---- | --- | ---- | --- | --- | --- | ---- | ---- | --- | --- | ---- | --- | - |
| Provincia     | Candarave | 13.7 | –    | 32.4 | 1    | 35.5 | 1    | 7.1 | –    | 1.2 | –   | 6.7 | –    | 0.4  | –   | 0.5 | –    | 0.6 | – |
| Jorge Basadre | 5.2       | –    | 10.5 | –    | 18.1 | 1    | 14.6 | –   | 22.5 | 1   | 3.6 | –   | 0.8  | –    | 4.6 | –   | 14.3 | –   |   |
| Tacna         | 26.8      | 1    | 19.0 | 1    | 16.5 | 1    | 16.8 | 1   | 5.2  | –   | 3.9 | –   | 2.6  | –    | 2.4 | –   | 1.8  | –   |   |
| Tarata        | 30.4      | 1    | 16.5 | –    | 26.2 | 1    | 9.8  | –   | 8.5  | –   | 3.3 | –   | 0.6  | –    | 2.6 | –   | 0.5  | –   |   |
| Total         | 25.7      | 2    | 19.0 | 2    | 17.3 | 4    | 16.3 | 1   | 5.9  | 1   | 4.0 | –   | 2.5  | –    | 2.4 | –   | 2.2  | –   |   |

### Autoridades electas
| Cargo                                           | Autoridad electa | Autoridad electa        | Partido político | Partido político                               |
| ----------------------------------------------- | ---------------- | ----------------------- | ---------------- | ---------------------------------------------- |
| Gobernador Regional de Tacna                    |                  | Luis Torres Robledo     |                  | Movimiento Independiente Regional Fuerza Tacna |
| Vicegobernadora Regional de Tacna               |                  | Liliana Velazco Cornejo |                  | Movimiento Independiente Regional Fuerza Tacna |
| Consejero Regional de Tacna (por Candarave)     |                  | Yancarlo Acero Arias    |                  | Frente Esperanza por Tacna                     |
| Consejero Regional de Tacna (por Candarave)     |                  | Oswaldo Tellez Paco     |                  | Siempre Tacna                                  |
| Consejero Regional de Tacna (por Jorge Basadre) |                  | Wilver Humire Mamani    |                  | Avanza País                                    |
| Consejero Regional de Tacna (por Jorge Basadre) |                  | Manuel Mori Mamani      |                  | Frente Esperanza por Tacna                     |
| Consejero Regional de Tacna (por Tacna)         |                  | Miguel Sierra Cayo      |                  | Movimiento Independiente Regional Fuerza Tacna |
| Consejero Regional de Tacna (por Tacna)         |                  | Fredd Calisaya Yapura   |                  | Siempre Tacna                                  |
| Consejera Regional de Tacna (por Tacna)         |                  | Juliana Jungbluth Nieto |                  | Banderas Tacneñistas                           |
| Consejero Regional de Tacna (por Tacna)         |                  | Juan Ramos Arocutipa    |                  | Frente Esperanza por Tacna                     |
| Consejero Regional de Tacna (por Tarata)        |                  | Juan Velásquez Limache  |                  | Movimiento Independiente Regional Fuerza Tacna |
| Consejero Regional de Tacna (por Tarata)        |                  | Aldo Ticona Apaza       |                  | Frente Esperanza por Tacna                     |